# 책 읽는 밤 (라디오 프로그램)
책 읽는 밤은 KBS 1라디오에서 방송했던 라디오 독서 프로그램이다.

## 역사
2010년 4월 19일에 첫방송을 시작했으며, 원래는 30분 방송이었으나, 2013년 4월 8일부터 55분 방송으로 확대되어 방송하다가, 2014년 12월 31일 방송을 마지막으로 폐지되었다.

## 역대 방송시간
| 방송 채널   | 방송 기간                         | 방송 시간                |
| ----------- | --------------------------------- | ------------------------ |
| KBS 1라디오 | 2010년 4월 19일 ~ 2013년 4월 5일  | 평일 밤 12:30 ~ 밤 12:58 |
| KBS 1라디오 | 2013년 4월 8일 ~ 2014년 12월 31일 | 평일 밤 12:05 ~ 밤 12:58 |

## 역대 진행자
- 2010년 4월 19일 ~ 2013년 4월 5일 : 박지현 아나운서
- 2013년 4월 8일 ~ 2014년 12월 31일 : 윤수영 아나운서